# Щецин-Головний
Щецин-Головний (пол. Szczecin Główny) — вузлова залізнична станція в Польщі.
Є великим транспортним вузлом, має пасажирське сполучення з усіма воєводствами Польщі та маршрутів приміського сполучення в різних напрямках.

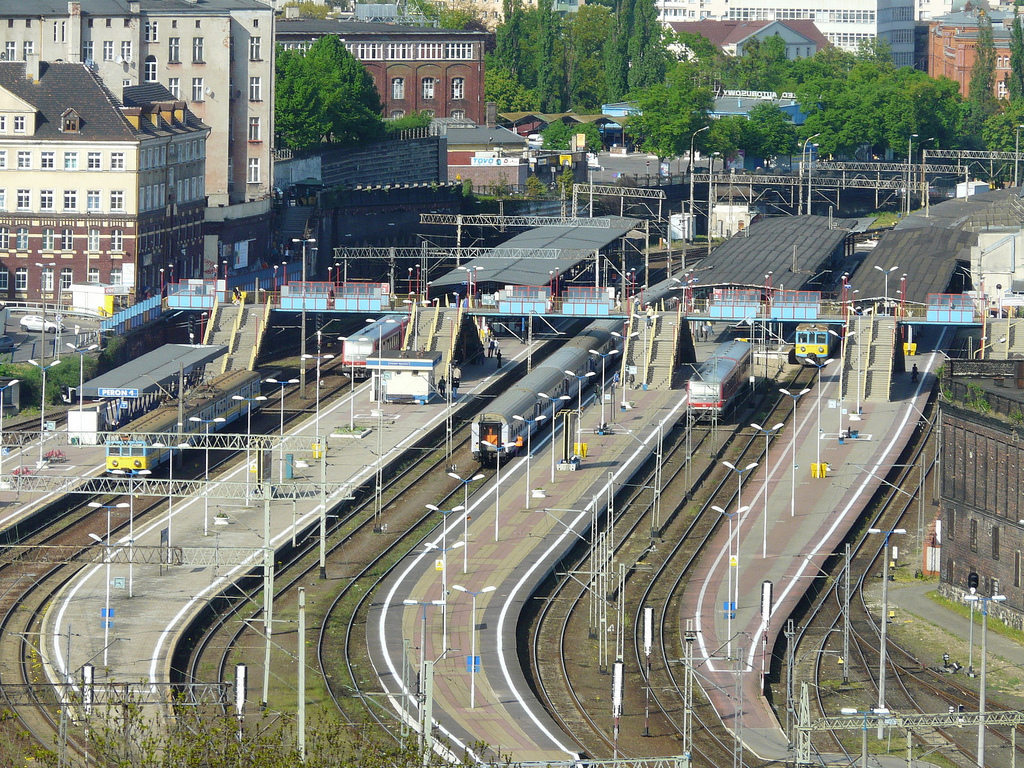
Вид на перони з пташиного польоту
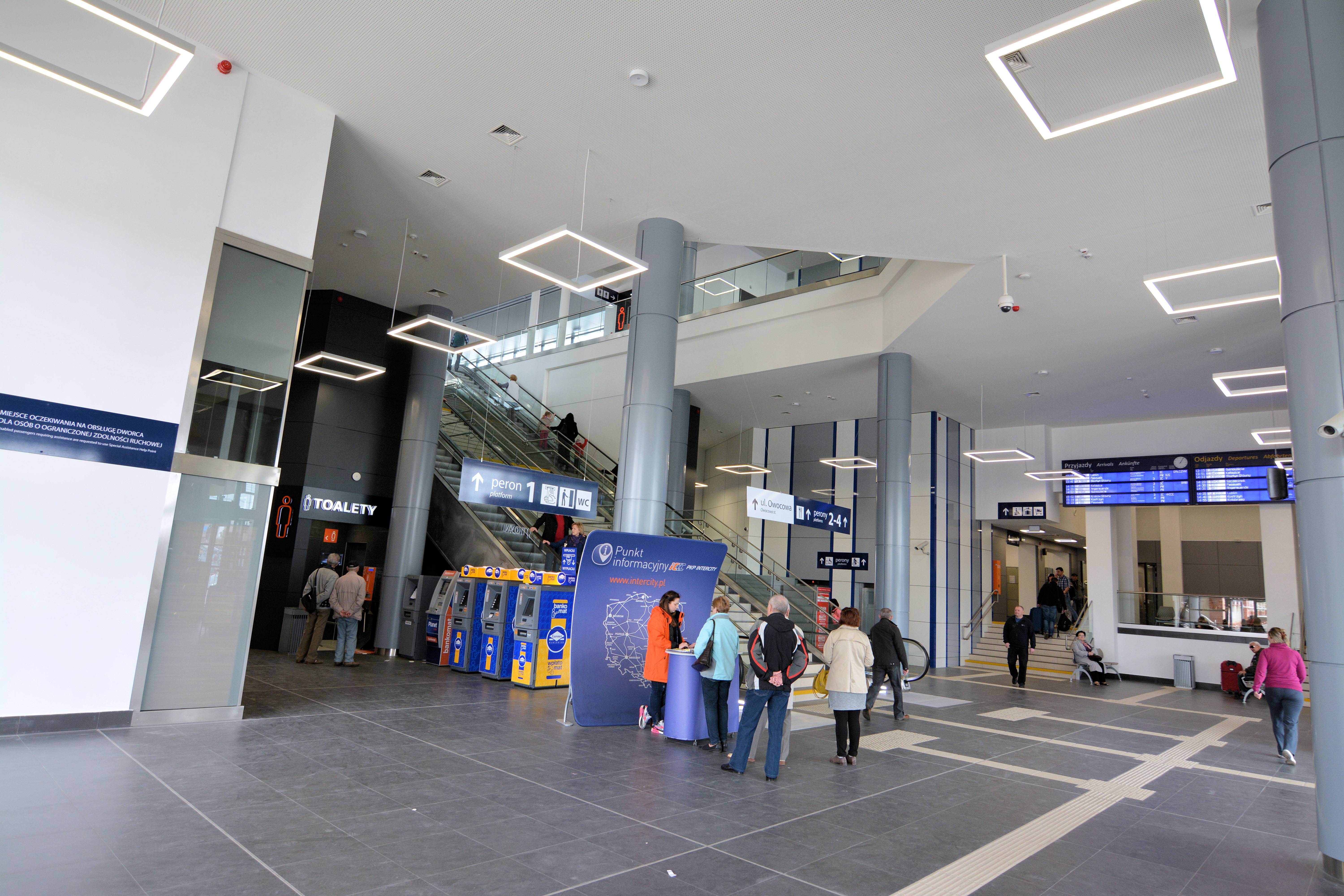
Новий головний хол
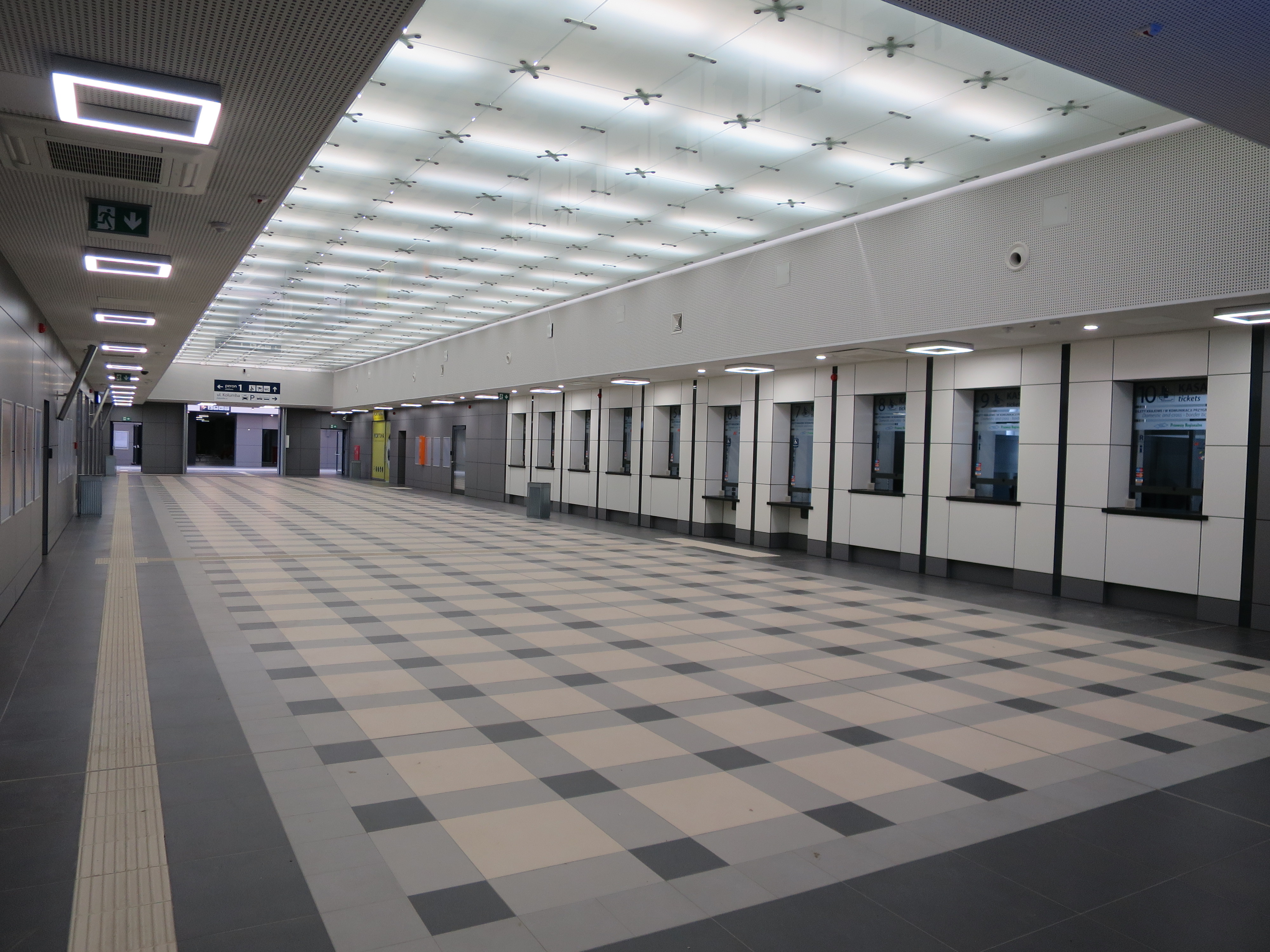
Касове приміщення
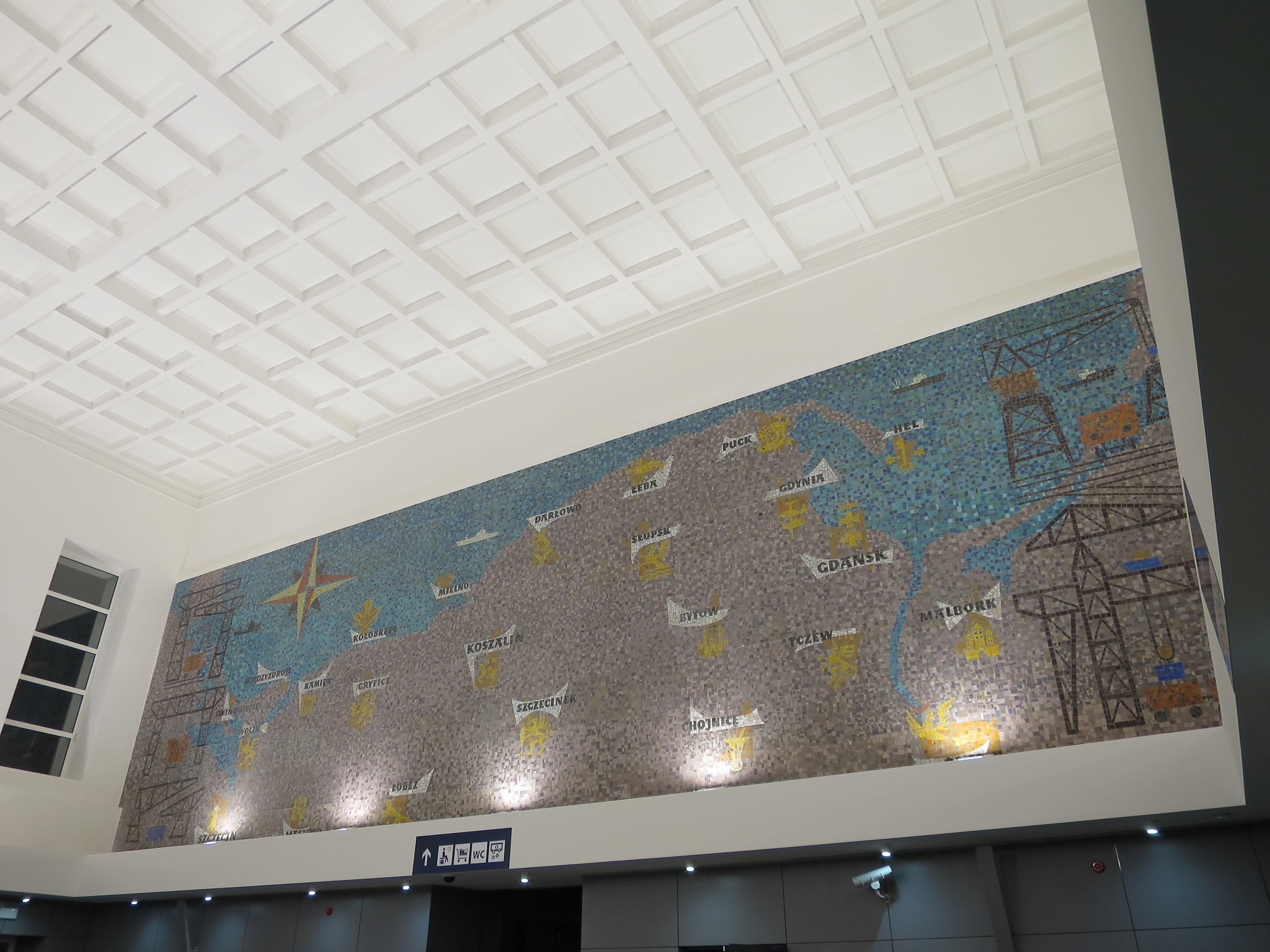
Мозаїка в старому головному залі

## Сполучення
Налагоджено міжнародне сполучення з Німеччиною, Росією, Білоруссю.
Внутрішнє сполучення з Вроцлавом, Познанню, Гданськом, Краковом, Варшавою, Кутно, Лодзем, Ряшевом, Перемишлем, Любліном тощо.
Ритмічне приміське сполучення зі Старгардом, Голенювом, Хоцивлем, Кошаліном, Щецінком, Ангермюнде, Берліном, Грифіно, Каменем Поморським, Калишем Поморським, Пілою, Жепіном тощо.

## Доїзд
- Зі сторони вул. Колумба: трамваї i автобуси.
- Зі сторони вул. Овочевої: автобуси.